# قصر تل الفول
قصر تل الفول هو قصر ملكي أردني، أُقيم في بلدة بيت حنينا شمال مدينة القدس، ولكنه لم يكتمل بناؤه.

## التاريخ
كانت الغاية من إنشاء قصر تل الفول جعله مسكنًا صيفيًا للملك الحسين بن طلال ملك الأردن، وقصره الوحيد في الضفة الغربية التي صارت الأردن تُديرها بعد حرب 1948.
بدأ عملية البناء في القصر في عام 1965، لكنه توقف عندما احتلت إسرائيل المنطقة خلال حرب 1967. لا تزال الأردن تملك القصر.
يقع القصر على تلة تقع إلى الشرق من بلدة بيت حنينا، وإلى الشمال من حي شعفاط المقدسي، ويرتفع نحو 850 مترًا عن سطح البحر.
في أغسطس 2011، أوقفت بلدية القدس التابعة للاحتلال الإسرائيلي أعمال الترميم غير المرخصة في الموقع. نفى وقف القدس أن يكون الأردن ينوي ترميم القصر.

## وصلات خارجية
- صورة لقصر تل الفول، موقع فلسطين في الذاكرة